# Phycella
Phycella es un género  de plantas herbáceas, perennes y bulbosas perteneciente a la familia Amaryllidaceae. Comprende 5 especies distribuidas desde el centro de Chile hasta el noroeste de Argentina.

## Taxonomía
El género fue descrito por John Lindley y publicado en Bot. Reg. ad 928. 1825.

## Especies
Las especies del género, conjuntamente con la cita válida y su distribución geográfica, se listan a continuación:
- Phycella australis Ravenna, Pl. Life 37: 71 (1981).
- Phycella brevituba Herb., Amaryllidaceae: 154 (1837).
- Phycella cyrtanthoides (Sims) Lindl., Bot. Reg. 11: t. 928 (1825).
- Phycella herbertiana Lindl., Edwards's Bot. Reg. 16: t. 1341 (1830).
- Phycella scarlatina Ravenna, Pl. Life 37: 69 (1981).